# Gens Nautia
Nautius var nomen för den patriciska släkten Nautia. Som cognomen är endast Rutilus bekant.

## Kända medlemmar
- Gaius Nautius Rutilus (konsul 475 f.Kr.), romersk politiker
- Gaius Nautius Rutilus (konsul 411 f.Kr.), romersk politiker
- Gaius Nautius Rutilus (konsul 287 f.Kr.), romersk politiker
- Spurius Nautius Rutilus (konsul 488 f.Kr.), romersk politiker
- Spurius Nautius Rutilus (konsulartribun 424 f.Kr.), romersk politiker
- Spurius Nautius Rutilus (konsulartribun 419 f.Kr.), romersk politiker
- Spurius Nautius Rutilus (konsul 316 f.Kr.), romersk politiker